# Bataille de Tunis (255 av. J.-C.)
Première guerre punique
Batailles
- Messine
- Agrigente
- Îles Lipari
- Pointe d'Italie
- Mylae
- Sulci
- Tyndaris
- Cap Ecnome
- Adys
- Tunis
- 1re Panormus
- 2e Panormus
- Lilybée
- Drépane
- Phintias
- Drépane
- Mont Héricté
- 1re Mont Eryx
- 2e Mont Eryx
- Îles Égades

La bataille de Tunis est une bataille ayant lieu au printemps 255 av. J.-C. durant la première guerre punique et opposant Carthage à la République romaine. Elle se termine par une victoire décisive des Carthaginois.

## Prélude
Le général mercenaire Xanthippe est engagé par la cité de Carthage à la suite de négociations de paix avortées avec Rome qui veut imposer des conditions trop contraignantes. Il oblige les Romains à combattre sur un terrain dégagé, ce qui maximise le rôle joué par l'excellente cavalerie carthaginoise ainsi que celui des éléphants nubiens.
L'armée romaine, sous les ordres de Marcus Atilius Regulus, est basée sur le site de l'actuelle Tunis. Regulus est enthousiaste à l'idée de remporter une nouvelle bataille (après celle d'Adys) et ne veut pas risquer qu'un autre général ne lui vole la gloire d'une éventuelle victoire. Xanthippe réorganise la formation de combat carthaginoise, avec une phalange de citoyens levée à la hâte au centre, une infanterie mercenaire sur le flanc droit, une ligne d'éléphants devant l'infanterie, et la cavalerie carthaginoise d'élite divisée sur les deux flancs. Les Romains gardent leur formation habituelle, avec les légionnaires au centre et la cavalerie (peu nombreuse) sur les flancs.

## Forces en présences
Carthage
100 éléphants en première ligne avec sur la gauche de ceux-ci, les troupes armées à la légère ; l'infanterie, en seconde ligne, disposée en phalange à la manière des Grecs ; la cavalerie sur les ailes.
République romaine
Les troupes armées à la légère en première ligne, les hastaires, les soldats d'élite (principia) et les triaires très serrés les uns derrière les autres ; la cavalerie est distribuée sur les deux ailes.

## Bataille
Xanthippe décide de commencer la bataille par une attaque des éléphants qui occupe la plus grande partie de l'infanterie romaine et de lancer sa cavalerie sur les ailes de son adversaire. Au premier choc, la cavalerie romaine, largement dépassée en nombre, est aisément défaite et mise en fuite par son homologue carthaginoise. Les Romains connaissent par contre un certain succès sur leur aile gauche avec 2 000 hommes, peut-être des troupes alliées, qui défont les mercenaires en face d'eux et les poursuivent au-delà de leur camp.
Pendant ce temps, au centre, l'infanterie romaine résiste à l'attaque d'éléphants mais seules quelques unités isolées réussissent à attaquer la phalange carthaginoise et elles sont facilement battues. Finalement, la cavalerie carthaginoise charge les Romains déjà malmenés des deux côtés à la fois, détruisant toute cohésion et annihilant l'armée romaine. Seuls les 2 000 hommes victorieux des mercenaires parviennent à s'échapper et sont rembarqués par la flotte romaine ; Regulus lui-même est fait prisonnier.

## Bilan
Le consul Marcus Atilius Regulus est fait prisonnier avec 500 hommes. 2 000 hommes seulement de son armée parviennent à gagner Aspis.
Les Carthaginois perdent 800 hommes.

## Conséquences
Ce qu'il advient de Regulus après la bataille est méconnu. La légende, narrée par Tite-Live, veut qu'il ait été renvoyé à Rome porter les offres de paix de Carthage (ou au moins un échange de prisonniers) sous la promesse de rentrer à Carthage si sa mission échoue. Mais, une fois devant le Sénat romain, il conseille plutôt de poursuivre la guerre avant de rentrer à Carthage, fidèle à sa parole, où il est mis à mort. Certains écrivains romains prétendent qu'il eut les paupières arrachées et qu'il fut piétiné à mort par un éléphant enragé. Cependant, Polybe ne mentionne pas ce fait et Diodore de Sicile (un historien hostile aux Carthaginois) prétend qu'il mourut de causes naturelles.
Cette défaite, ainsi que des tempêtes désastreuses pour la flotte romaine, mettent fin à toute chance pour Rome de triompher de Carthage en Afrique et le reste de la guerre se déroule uniquement en Sicile et sur mer.